# Vagrinec
Vagrinec és un poble i municipi d'Eslovàquia. Es troba a la regió de Prešov, al nord del país.

## Història
La primera referència escrita de la vila data del 1548.

## Demografia
| Godina             | 1994 | 2004   | 2014   | 2024   |
| ------------------ | ---- | ------ | ------ | ------ |
| Nombre de persones | 131  | 127    | 126    | 118    |
| Diferència         |      | −3,05% | −0,78% | −6,34% |

| Godina             | 2023 | 2024   |
| ------------------ | ---- | ------ |
| Nombre de persones | 113  | 118    |
| Diferència         |      | +4,42% |